# Kaposvári Női RC
Kaposvári Női RC est un club hongrois de volley-ball, fondé en 1969  et basé à Kaposvár qui évolue pour la saison 2019-2020 en Extraliga.